# Megacoccus tasmaniensis
Megacoccus tasmaniensis är en insektsart som beskrevs av Kosztarab och Kennedy 1971. Megacoccus tasmaniensis ingår i släktet Megacoccus och familjen filtsköldlöss. Inga underarter finns listade i Catalogue of Life.